# Marcel Weinum
Marcel Weinum est né à Brumath, au nord de Strasbourg, le 5 février 1924, est un résistant français alsacien. En septembre 1940, alors qu’il n’a que 16 ans, il crée à Strasbourg, dans l’Alsace annexée et soumise à la nazification forcée, le réseau de Résistance « La Main Noire ».
Constitué sans le soutien d’aucun adulte, structuré en cellules, doté d’armes et de locaux, spécialisé dans la contre-propagande, le sabotage, et le renseignement, ce groupe se compose en tout et pour tout de 25 jeunes de 14 à 16 ans, presque tous apprentis et fils d’ouvriers. Presque tous agissent à l’insu de leurs parents.
Après le grenadage de la voiture du gauleiter, Robert Wagner, il est jugé avec neuf de ses camarades par un tribunal spécial à Strasbourg en mars 1942, il est condamné à mort et décapité le 14 avril 1942 à Stuttgart, en Allemagne. Il venait d’avoir 18 ans. « Si je dois mourir », avait-il écrit à ses parents, « je meurs avec un cœur pur. »

## Biographie
Né à Brumath, au nord de Strasbourg, le 5 février 1924, Marcel Weinum est le fils de Mathilde Marie Schneider, tombée enceinte à Paris, où elle travaillait comme servante dans une grande maison. L’enfant est rapidement mis en nourrice dans la famille Lebold. Robert Weinum (1904-1982), boucher, adopte l’enfant après le mariage avec Mathilde Schneider en 1930. La famille s’établit à Strasbourg-Neudorf en 1936. Marcel suit les cours de l’école de la maîtrise de la Cathédrale. Après le certificat d’études, il devient apprenti-dessinateur.
Lorsque Strasbourg est évacuée à la veille de la guerre, la famille est dirigée vers la Dordogne. Là, il intègre une école militaire et rencontre un général en retraite qui se plaint du manque d’idéal patriotique de la jeunesse française. Sur ses conseils, Marcel entre à l’école militaire préparatoire de Mende, en Lozère. Mais, après la défaite, ses parents, dont les économies ont fondu, doivent rentrer en Alsace annexée de fait et nazifiée . Lorsqu’il retrouve Strasbourg en août 1940, « il ne reconnait plus rien, il y a des drapeaux allemands partout, il est interdit de parler français et de porter le béret. Ça a suffi à éveiller un sentiment de révolte, de rejet de l’occupant », affirme Sophie Kleinmann-Quirin, fille de l’ami d’enfance de Marcel Weinum.
Dès le mois de septembre, Marcel Weinum entreprend de créer un mouvement de résistance. À l’exception de Charles Lebold, son frère de lait, alors séminariste, les 25 membres du groupe sont tous âgés de 14 à 16 ans. Sur la proposition de Jean-Jacques Bastian, le réseau prend le nom de La Main Noire et se donne pour objet de  combattre la mainmise allemande sur l’Alsace par des graffitis, des tracts, des écrits et des actes de sabotage.
Le groupe s’est procuré des grenades au Fort Hoche en vue de les lancer contre les vitrines des magasins arborant des emblèmes nazis. Le 8 mai 1941, Marcel Weinum et Albert Uhlrich sont sur le point de jeter leurs grenades contre des vitrines lorsqu’ils repèrent la voiture du Gauleiter Robert Wagner en stationnement devant le restaurant de la Marne. Ils lancent deux grenades à main dans la voiture et prennent la fuite,.
Le 20 mai 1941, Marcel Weinum et son camarade Ceslav Sieradzki, orphelin polonais membre de La Main Noire, quittent Strasbourg à bicyclette pour remettre à « Léo », agent de l’Intelligence Service travaillant au consulat britannique à Bâle, les plans des terrains d’aviation d’Entzheim et de Haguenau. Égarés par le brouillard, ils sont interpellés par des douaniers. Marcel Weinum blesse l’un d’eux. Tous deux parviennent à s’échapper, mais sont bientôt rattrapés près de la frontière et transférés à la prison de Mulhouse pour des interrogatoires. Ni l’un ni l’autre ne parle, mais ils sont trahis par un codétenu de Sieradzki. En juillet 1941, tous les membres du réseau sont arrêtés.
Dix de ses membres comparaissent du 27 au 31 mars 1942 devant le Tribunal spécial de Strasbourg. Weinum est défendu par Me Paul Eber et Albert Uhlrich par Me Léon Rapp. Avec un extraordinaire sang-froid et un sens étonnant de la repartie, Weinum prend sur lui la responsabilité de toutes les activités de la Main Noire et, malgré l’ardent plaidoyer des deux avocats, se retrouve seul condamné à mort. « Je suis fier », déclare-t-il devant le Tribunal, « de donner ma vie pour la France. » Cité comme témoin le gauleiter Wagner lui-même avait essayé de façon surprenante d’éviter à Weinum une condamnation à mort et eu à ce sujet une vive discussion avec le président du tribunal : « Ce sont, disait-il, des peccadilles faites par des gosses excités par la propagande antiallemande. » Même cette intervention fut inutile.
Le 13 avril 1942, en prison à Stuttgart, il apprend le rejet de son recours en grâce. Il est décapité le lendemain à l’aube.
Sa dépouille est enterrée au cimetière de Cannstatt. En 1949, elle a été transférée au cimetière du Polygone, à Strasbourg-Neuhof. Marcel Weinum a été nommé, à titre posthume, sous-lieutenant des Forces Françaises de l’Intérieur (FFI), chevalier de la Légion d’honneur, médaille de la Résistance avec rosette et croix de guerre 1939-1945.

## La Main Noire

### Une action très diversifiée

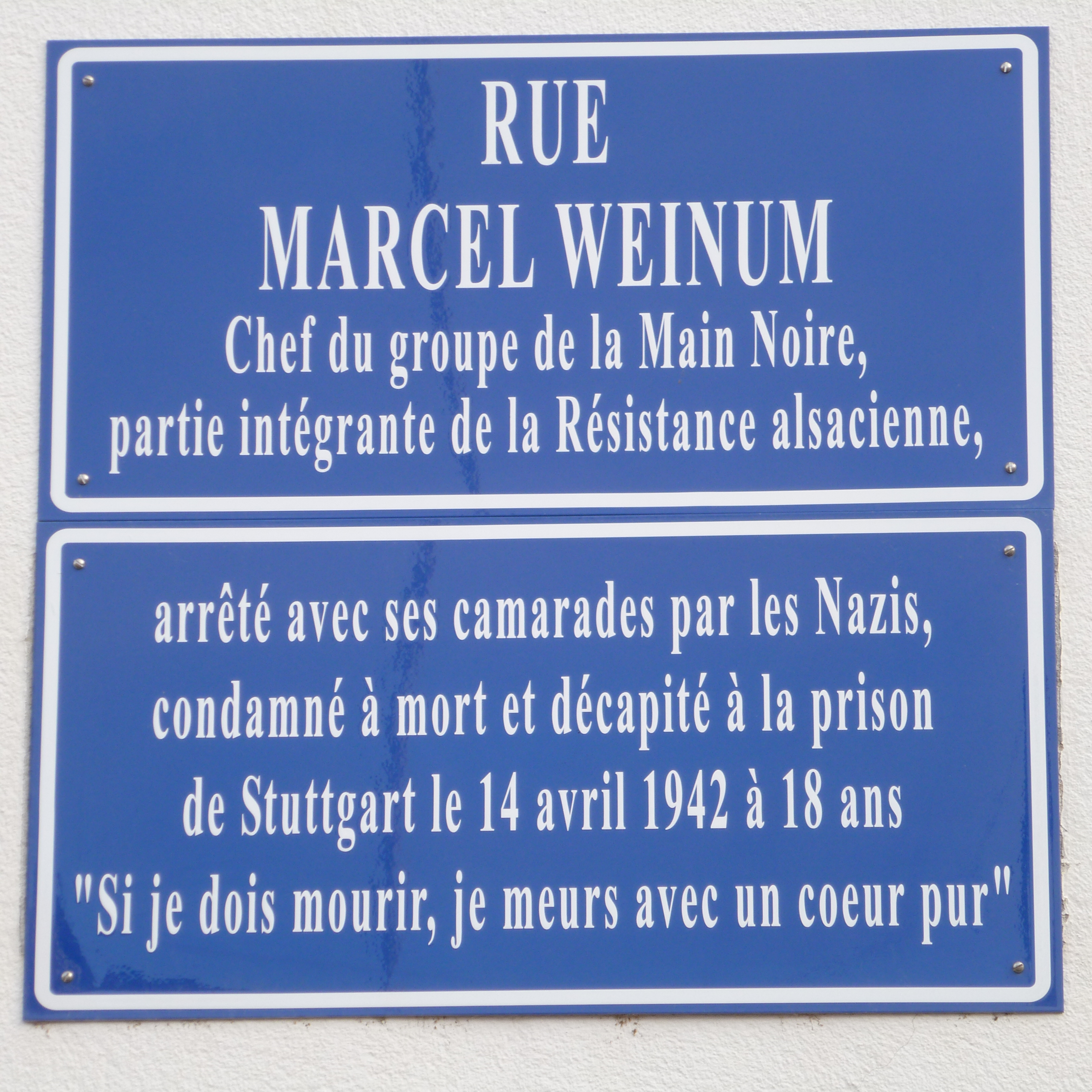
Plaque de la rue Marcel Weinum à Neudorf

Dès octobre 40, la Main Noire multiplie sur les murs de Strasbourg croix de Lorraine et inscriptions patriotiques. À partir de novembre, l’organisation sabote installations de chemin de fer et postes de transmission de la Wehrmacht, pille les automobiles allemandes en stationnement, crève les pneus et récupère armes, papiers et bons d’essence. En décembre 1940, la Main Noire commence à lancer des grenades contre les vitrines qui exposent le buste ou la photo de Hitler : plusieurs commerçants préfèrent dès lors prendre le risque de lourdes amendes plutôt que de voir voler en éclats leur devanture.
Le groupe explore les fortins abandonnés de la ligne Maginot et y trouve toutes sortes de munitions – cartouches, grenades, dynamite – qui sont cachés près du domicile des parents.
Marcel Weinum loue en 1941 un appartement qu’il paie avec l’argent récolté lors des cambriolages de bureaux d’organisations nazies. Sur le mur, il affiche le drapeau français, le portrait du général de Gaulle et celui de Churchill. Équipé d’une machine à écrire, il rédige des tracts, le plus souvent signés « La Main Noire » : « Alsaciens, levez-vous pour la Révolution ! » ; « Nous voulons redevenir français » ; « Vive Churchill ! » ; « Vive la France ! » ; « Vive de Gaulle ! » ; « Les Allemands devront quitter la France » ; « Alsaciens, levez-vous pour le combat de la liberté ». Ces tracts sont éparpillés dans la rue, distribués dans les boîtes à lettres, collés aux murs des immeubles ou même expédiés par la poste à certaines personnalités allemandes.
En avril 1941, Weinum, Entzmann et Nicolle récupèrent dans un fort des stocks de munitions. Après un essai infructueux d’attentat au Palais des Fêtes, lors d’une manifestation de la Jeunesse hitlérienne (Hitlerjugend), Weinum et Uhlrich réalisent, le 8 mai 1941 – quatre ans jour pour jour avant la capitulation allemande –, leur attentat contre le Gauleiter Wagner, le plus haut représentant de Hitler en Alsace. Pendant des mois, la presse nazie ne souffle mot de l’attentat. Jusqu’au jour où le Gauleiter, exaspéré par la multiplication des actes de sabotage, réclame lors d’un discours public des mesures plus radicales « contre ceux qui en Alsace ont osé s’en prendre à la vie du représentant du Reich ».

### Après le procès: l’incorporation de force
Le 14 avril, les 14 jeunes de la Main Noire qui n’ont pas été traduits devant le Tribunal et sont encore internés à Schirmeck apprennent l’exécution de Weinum. Douze d’entre eux sont libérés et immédiatement incorporés de force dans le Reichsarbeitsdienst (RAD), le service paramilitaire de travail du Reich. Leurs neuf camarades qui ont été jugés par le tribunal sont eux aussi enrôlés de force dans le RAD. Seuls restent à Schirmeck André et René Kleinmann. Après leur période de service paramilitaire, les jeunes résistants sont incorporés de force dans l’armée allemande.
Quelques exemples de leurs itinéraires : Jean-Jacques Bastian servira sous l’uniforme de la Wehrmacht en Russie, Ukraine, Lettonie et Pologne, et sera grièvement brûlé par un sous-officier allemand. Énucléé d’un œil, il subira plus de quarante opérations et greffes. Aimé Martin, envoyé de force en Allemagne, dérobera des pistolets et les transmettra à des groupes de résistants responsables de filières d’évasion de prisonniers. René Kleinmann participera le 6 février 1944 à une manifestation de jeunes Alsaciens dans un camp d’entraînement près de la frontière polonaise. Transféré à Strasbourg et passible de la peine de mort pour « démoralisation de l’armée allemande », il ne sera condamné qu’à un an de réclusion criminelle et renvoyé dans le bataillon disciplinaire de son unité. Il réussit à s’échapper en décembre 1944 et à rejoindre les lignes américaines dans la région d’Aix-la-Chapelle. René Meyer, âgé de 17 ans lors du procès, est incorporé de force dans l’armée allemande et porté disparu.

## Reconnaissance

### L’hommage posthume à l’action de Marcel Weinum et de «La Main noire»
La publication en octobre 2007 de l’ouvrage Marcel Weinum et la Main Noire , préfacé par Pierre Sudreau, président de la Fondation de la Résistance et introduit par Alfred Grosser, a permis d’attirer à nouveau l’attention sur le réseau de la Main Noire, presque totalement tombé dans l’oubli, et de rendre enfin l’hommage qui était dû à Marcel Weinum et à ses compagnons.
Après la publication de ce livre les cinq survivants du réseau ont reçu en novembre 2007 des mains de M. Robert Grossmann, président de la communauté urbaine de Strasbourg, la médaille d’honneur de la ville de Strasbourg. Jean-Jacques Bastian a été fait chevalier dans l’ordre de la Légion d’honneur. Une plaque commémorative, initiée par Robert Grossmann, a été apposée à l’entrée du Collège épiscopal Saint-Étienne et inaugurée par le sénateur Roland Ries, devenu depuis maire de Strasbourg, collège où une journée spirituelle lui est également consacrée.
À Strasbourg, les membres du Souvenir français lui rendent hommage chaque année au cimetière du Polygone, où il est enterré depuis 1949.

### Lieux nommés en son honneur
La rue de Strasbourg-Neudorf où il vécut avec ses parents porte désormais son nom. Idem à Brumath, où il est né.
Brumath a également nommé son collège Marcel-Weinum en 2023 .

## Distinctions
Il est déclaré « Mort en déportation ».
- Chevalier de la Légion d'honneur[7] ;
- Croix de guerre 1939-1945[7] ;
- Médaille de la Résistance française avec rosette, décret du 16 juin 1946[18].

### Filmographie
Un film a été réalisé en 2010 sous le titre La Main noire par Jean-Baptiste Frappat (auteurs : Jean-Baptiste Frappat et Daniel Psenny) d'après le livre de Gérard Pfister Marcel Weinum et la Main Noire. Ce documentaire de 52 minutes a été produit par JEM Productions avec le soutien de France 3 et de la Région Alsace.